# Ptilosphen dubius
Ptilosphen dubius är en tvåvingeart som beskrevs av Willi Hennig 1934. Ptilosphen dubius ingår i släktet Ptilosphen och familjen skridflugor. Inga underarter finns listade i Catalogue of Life.